# Orectanthe
Genre
Classification phylogénétique
Orectanthe est un genre de plantes à fleurs de la famille des Xyridaceae. Ce genre, qui comprend deux espèces, est endémique des Tepuys sud-américains.

## Liste des espèces
- Orectanthe ptaritepuiana (Steyerm.) Maguire
- Orectanthe sceptrum (Oliv.) Maguire